# Hải âu cổ rụt Đại Tây Dương
Hải âu cổ rụt Đại Tây Dương (danh pháp khoa học: Fratercula arctica) là một loài chim biển trong họ Alcidae. Đây là loài hải âu cổ rụt bản địa duy nhất của Đại Tây Dương; hai loài họ hàng là hải âu cổ rụt mào lông và hải âu cổ rụt sừng được tìm thấy ở đông bắc Thái Bình Dương. Hải âu cổ rụt Đại Tây Dương sinh sản ở Nga, Iceland, Ireland, Na Uy, Greenland, Newfoundland và Labrador, Nova Scotia, Quần đảo Faroe, xa về phía nam tới Maine ở phía tây và Pháp ở phía đông. Loài này thường hay được tìm thấy ở quần đảo Westman, Iceland. Mặc dù có số lượng lớn và phạm vi sống rộng, tuy nhiên số lượng cá thể đã suy giảm nhanh chóng do đó IUCN đánh giá đây là loài sắp nguy cấp. Trên cạn, loài này có tư thế thẳng đứng điển hình của chim anca. Trên biển, hải âu cổ rụt bơi trên mặt nước và ăn cá nhỏ và cua, những thứ mà chúng bắt được bằng cách lặn dưới nước, sử dụng đôi cánh để đẩy.
Loài hải âu cổ rụt này có đỉnh đầu và lưng màu đen, má màu xám nhạt, thân và phần dưới màu trắng. Loài có mỏ rộng màu đỏ và đen, và đôi chân màu cam tương phản với bộ lông của nó. Chúng thay lông khi ở trên biển vào mùa đông và một số đặc điểm có màu sắc rực rỡ trên khuôn mặt bị mất đi, sau đó màu sắc sẽ trở lại vào mùa xuân. Hình dáng bên ngoài của con đực và con cái trưởng thành giống hệt nhau, mặc dù con đực thường lớn hơn một chút. Con non có bộ lông tương tự cá thể trưởng thành nhưng má có màu xám đen. Đầu con non không có màu sắc rực rỡ, mỏ hẹp hơn và có màu xám sẫm với đầu màu nâu vàng, chân và bàn chân cũng có màu sẫm. Các cá thể từ các quần thể phía bắc thường lớn hơn ở phía nam, và những quần thể này thường được coi là một phân loài khác.
Trải qua mùa thu và mùa đông ở vùng biển rộng của vùng biển phía bắc lạnh giá, hải âu cổ rụt Đại Tây Dương quay trở lại các vùng ven biển để bắt đầu mùa sinh sản vào cuối mùa xuân. Chúng làm tổ trên đỉnh vách đá, đào một cái hang để đẻ một quả trứng trắng duy nhất. Chim non chủ yếu ăn cá nguyên con và lớn nhanh. Sau khoảng 6 tuần, chim hoàn toàn trưởng thành và lên đường ra biển vào ban đêm. Chúng bơi ra xa bờ và không quay trở lại đất liền trong vài năm.
Tổ của loài hầu hết nằm trên các hòn đảo không có động vật ăn thịt trên cạn, nhưng những con chim trưởng thành và chim con mới ra đời có nguy cơ bị mòng biển và chim cướp biển tấn công từ trên không. Đôi khi, những loài chim như cướp biển đuôi ngắn hoặc mòng biển lưng đen có thể khiến một con hải âu cổ rụt với cái mỏ đầy cá làm rơi hết số cá mà nó đang ngậm trong mỏ. Ngoại hình nổi bật, chiếc mỏ lớn, sặc sỡ, dáng đi lạch bạch và hành vi của loài hải âu cổ rụt đã tạo nên những biệt danh như "chú hề của biển" và "vẹt biển". Đây là loài chim chính thức của tỉnh Newfoundland và Labrador, Canada.

## Hệ thống phân loại
Hải âu cổ rụt Đại Tây Dương là một loài chim biển thuộc họ Alcidae, bộ Charadriiformes. Loài Cerorhinca monocerata và hải âu cổ rụt có quan hệ rất gần, gộp lại tạo thành tông Fraterculini. Hải âu cổ rụt Đại Tây Dương là loài duy nhất trong chi Fratercula có mặt ở Đại Tây Dương. Hai loài khác phân bố ở đông bắc Thái Bình Dương là hải âu cổ rụt mào lông (Fratercula cirrhata) và hải âu cổ rụt sừng (Fratercula corniculata) có quan hệ gần nhất với hải âu cổ rụt Đại Tây Dương.
Danh pháp chi Fratercula, bắt nguồn từ tiếng Latinh trung cổ fratercula nghĩa là "thầy dòng", lấy cảm hứng từ màu lông vũ trắng và đen tựa áo choàng tu viện của chúng. Sở dĩ loài chim này được đặt tên loài là arctica là bởi vì chúng sinh sống ở phía bắc. arctica bắt nguồn từ tiếng Hy Lạp ἄρκτος (arktos) nghĩa là "con gấu", ngầm chỉ chòm sao Đại Hùng xuất hiện ở phương bắc. Danh từ thông tục tiếng Anh "puffin" – giống trong từ "puff" nghĩa là phồng lên, sưng lên – ban đầu đề cập đến miếng thịt béo, ướp muối của những con chim non thuộc loài Puffinus puffinus (năm 1652, được gọi là "Manks puffin"), không có mối liên quan gì với loài hải âu cổ rụt Đại Tây Dương như đang đề cập. Đây là một từ Anglo-Norman (tiếng Anh trung đại pophyn hoặc poffin) được dùng để chỉ các phần thân thịt đã qua xử lý. Hải âu cổ rụt Đại Tây Dương được đặt cái tên này muộn hơn nhiều, có lẽ bắt nguồn từ thói quen làm tổ tương tự của chúng. Pennant đặt danh pháp chính thức cho loài này là Fratercula arctica vào năm 1768. Tuy chúng còn được gọi là hải âu cổ rụt thông thường hay "common puffin", Đại hội Điểu học Quốc tế khuyến nghị sử dụng cái tên "Atlantic puffin".
Ba phân loài hiện được công nhận bao gồm:
- F. a. arctica
- F. a. grabae
- F. a. naumanni

Sự khác biệt duy nhất về hình thái của ba phân loài là kích thước của chúng. Chiều dài cơ thể, sải cánh và kích thước mỏ tăng dần theo vĩ độ mà chúng phân bố. Ví dụ, phân loài phân bố ở bắc Iceland (F. a. naumanii) nặng 650 gam (23 oz), chiều rộng sải cánh là 186 milimét (7,3 in). Phân loài phân bố ở Faroes (F. a. grabae) nặng 400 gam (14 oz), chiều rộng sải cánh là 158 milimét (6,2 in). Còn phân loài phân bố ở nam Iceland (F. a. arctica) ở vĩ độ trung bình có kích thước nằm khoảng giữa hai phân loài trên. Ernst Mayr cho rằng sự khác biệt về kích thước là chung một dòng và điển hình của các biến thể ở các quần thể ngoại vi, vì vậy không nên công nhận bất kỳ phân loài nào.

## Mô tả

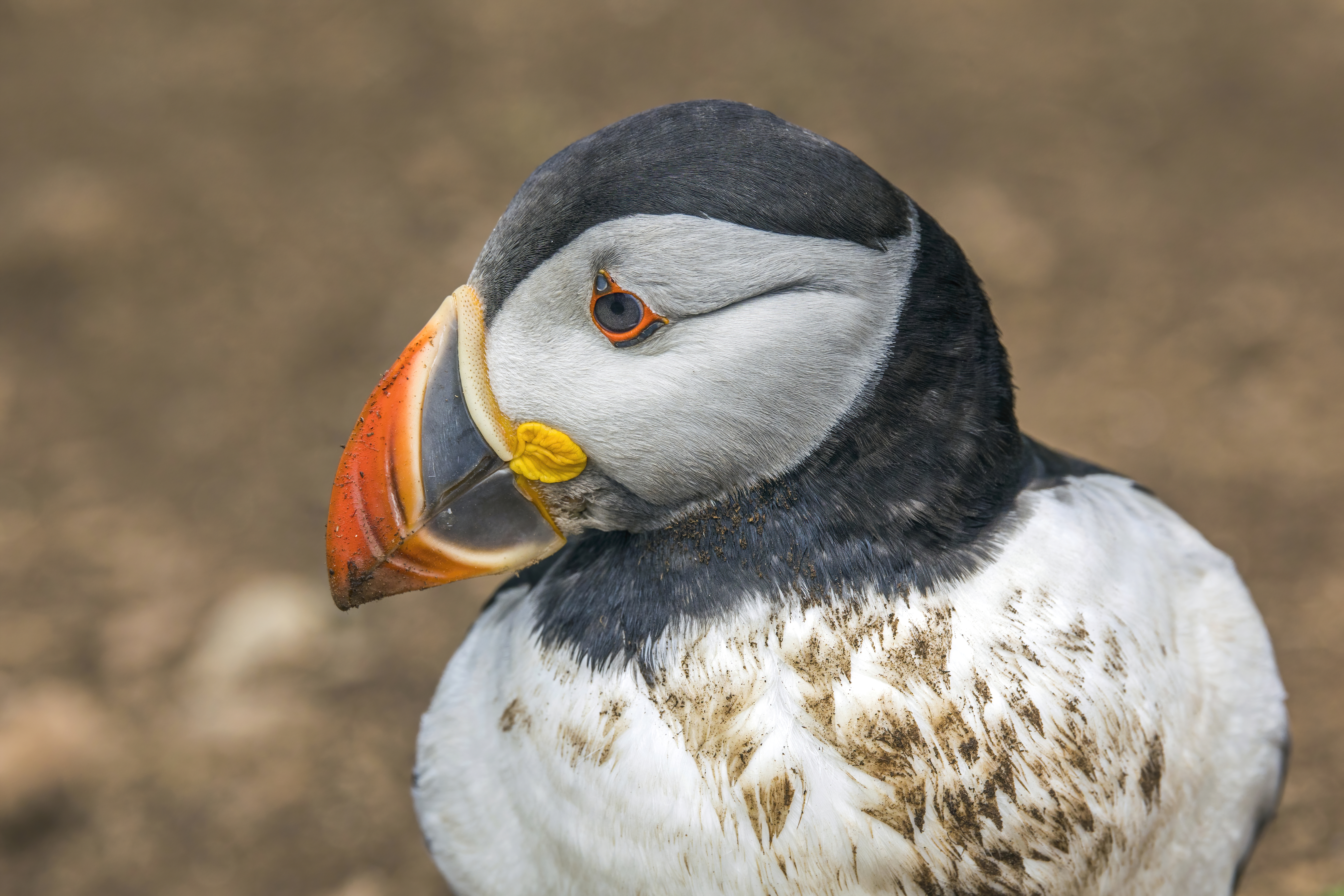
Hải âu cổ rụt trưởng thành có mỏ màu đậm vào mùa sinh sản.

Hải âu cổ rụt Đại Tây Dương có thân hình chắc chắn với chiếc cổ dày, đôi cánh và đuôi ngắn. Loài này có chiều dài từ 28 đến 30 cm (11 đến 12 in) tính từ đầu mỏ đến đuôi. Sải cánh dài từ 47 đến 63 cm (19 đến 25 in) và khi ở trên mặt đất, chiều cao của cánh khoảng 20 cm (8 in). Con đực thường lớn hơn một chút so với con cái, nhưng chúng có màu giống nhau. Trán, đỉnh đầu, gáy, lưng, cánh và đuôi có màu đen. Một lớp lông rộng, màu đen kéo dài quanh cổ và cổ họng. Ở mỗi bên của đầu là một vùng lớn hình thoi màu xám rất nhạt. Những mảng xám trên khuôn mặt này thuôn nhọn về một điểm và gần như gặp nhau ở sau gáy. Hình dạng của đầu tạo ra một nếp gấp kéo dài từ mắt đến điểm cuối cùng của mỗi mảng tạo ra một vệt xám. Đôi mắt trông gần như hình tam giác vì có một vùng da nhỏ, có đỉnh bằng sừng màu xám xanh phía trên và một mảng hình chữ nhật bên dưới. Tròng mắt có màu nâu hoặc xanh đậm và mỗi bên có một vòng bao màu đỏ. Phần dưới của chim, ức, bụng và dưới đuôi có màu trắng. Vào cuối mùa sinh sản, bộ lông đen có thể mất đi độ bóng hoặc thậm chí có màu hơi nâu. Các chân ngắn và nằm ngửa trên cơ thể, giúp chim có tư thế đứng thẳng khi ở trên cạn. Cả hai chân và bàn chân có màng lớn đều có màu cam sáng, tương phản với móng vuốt đen, sắc nhọn.
Phần mỏ của loài rất đặc biệt. Nhìn từ bên cạnh, mỏ rộng và có hình tam giác, nhưng nhìn từ trên xuống thì hẹp. Nửa gần đầu mỏ có màu đỏ cam và nửa gần đầu có màu xám đá phiến. Một đường gờ hình chữ V màu vàng ngăn cách hai phần, với một dải màu vàng ở gốc mỏ. Ở khớp của hai hàm là một hoa thị nhăn nheo màu vàng. Tỷ lệ chính xác của mỏ thay đổi theo tuổi của con chim. Ở một cá thể chưa trưởng thành, mỏ đã đạt đến độ dài tối đa, nhưng nó không rộng bằng mỏ của một con trưởng thành. Theo thời gian, mỏ sâu hơn, mép trên cong và một đường gấp khúc phát triển ở gốc của nó. Khi chim già đi, một hoặc nhiều rãnh có thể hình thành trên phần màu đỏ. Loài có lực đớp rất mạnh.

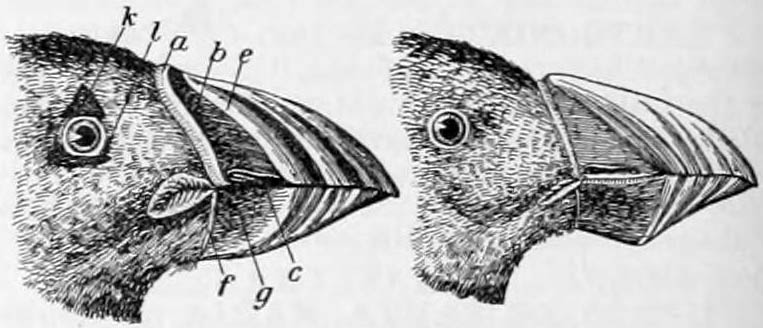
Hình dạng mỏ và mắt trong mùa sinh sản (trái) và sau khi thay lông (phải; các đặc điểm đã bị thay thế).

Những mảng mỏ màu cam sáng đặc trưng và các đặc điểm khuôn mặt khác phát triển vào mùa xuân. Vào cuối mùa sinh sản, những lớp phủ và phần phụ đặc biệt này sẽ thay lông một phần. Điều này làm cho mỏ có vẻ ít rộng hơn, đầu kém sáng hơn và phần gốc có màu xám đậm hơn. Những phần xung quanh mắt được loại bỏ và đôi mắt có vẻ tròn. Đồng thời, lông ở đầu và cổ được thay thế làm khuôn mặt trở nên sẫm màu hơn. Bộ lông mùa đông này hiếm khi được con người nhìn thấy vì khi rời đàn con, chúng sẽ ra khơi và không quay trở lại đất liền cho đến mùa sinh sản tiếp theo. Con non tương tự như con trưởng thành ở bộ lông, nhưng hoàn toàn xỉn màu hơn với khuôn mặt xám đậm hơn nhiều, đầu mỏ và chân màu nâu vàng. Sau thời kỳ con non, các cá thể chim non tìm đường xuống nước và hướng ra biển và không quay trở lại đất liền trong vài năm. Trong thời gian tạm thời, mỗi năm, nó sẽ có mỏ rộng hơn, các mảng trên khuôn mặt nhạt màu hơn, chân và mỏ sáng hơn.
Hải âu cổ rụt Đại Tây Dương có đường bay thẳng, thường ở độ cao 10 m (35 ft) so với mặt biển và cao hơn trên mặt nước so với hầu hết các loài thuộc họ Alcidae khác. Chúng chủ yếu di chuyển bằng cách chèo hiệu quả bằng các chân có màng và hiếm khi bay lên không trung. Chim thường yên lặng trên biển, ngoại trừ những âm thanh rừ rừ nhẹ mà cá thể đôi khi tạo ra trong khi bay. Tại vùng lãnh thổ sinh sản, chúng yên lặng trên mặt đất, nhưng trong hang thì phát ra âm thanh gầm gừ giống như tiếng máy cưa xích hoạt động.

## Phân bố và môi trường sống
Hải âu cổ rụt Đại Tây Dương là loài chim sống ở vùng nước lạnh ở Bắc Đại Tây Dương. Loài này sinh sản trên các bờ biển phía tây bắc châu Âu, rìa Bắc Cực và phía đông Bắc Mỹ. Hơn 90% số cá thể trên toàn cầu được tìm thấy ở châu Âu (4.770.000–5.780.000 cặp, tương đương 9.550.000–11.600.000 con trưởng thành), và chỉ riêng các tổ ở Iceland đã là nơi sinh sống của 60% hải âu cổ rụt Đại Tây Dương trên thế giới. Vùng lãnh thổ lớn nhất của loài nằm ở phía tây Đại Tây Dương (ước tính khoảng hơn 260.000 cặp) có thể được tìm thấy tại Khu bảo tồn sinh thái Witless Bay, phía nam St. John's, Newfoundland và Labrador. Các địa điểm sinh sản chính khác bao gồm bờ biển phía bắc và phía tây của Na Uy, quần đảo Faroe, Shetland và Orkney, bờ biển phía tây Greenland, và bờ biển Newfoundland. Các tổ có kích thước nhỏ hơn cũng được tìm thấy ở những nơi khác ở quần đảo Anh, khu vực Murmansk của Nga, Novaya Zemlya, Svalbard, Labrador, Nova Scotia và Maine. Loài chim này ưa sinh sản trên các hòn đảo hơn là trên đất liền vì có khả năng tránh các loài săn mồi.
Khi ở trên biển, loài chim này có phạm vi phân bố rộng khắp Bắc Đại Tây Dương, bao gồm cả Biển Bắc và có thể là Vòng Bắc Cực. Vào mùa hè, giới hạn phía nam của quần thể trải dài từ miền bắc nước Pháp đến Maine. Vào mùa đông, loài chim này có thể bay xa về phía nam như Địa Trung Hải và North Carolina. Những vùng nước đại dương này có thể rộng đến 15×106–30×106 km2 (6×106–12×106 dặm vuông Anh), đến mức mỗi cá thể có thể tự do hoạt động trong hơn 1 km2, cho nên hiếm khi nhìn thấy chúng ở ngoài biển. Ở Maine, máy định vị mức độ ánh sáng (light-level geolocators) được gắn vào chân của cá thể để lưu trữ thông tin về nơi ở của chúng. Cần bắt lại những cá thể đó để truy cập thông tin, đây là nhiệm vụ không hề dễ dàng. Một cá thể được phát hiện đã di chuyển 7.700 km (4.800 dặm) trên đại dương trong 8 tháng, di chuyển về vùng phía bắc đến phía bắc Biển Labrador rồi đi về phía đông nam đến giữa Đại Tây Dương trước khi quay trở lại đất liền.
Ở một loài chim sống lâu với kích thước ly hợp nhỏ, chẳng hạn như hải âu cổ rụt Đại Tây Dương, tỷ lệ sống sót của những con trưởng thành là một yếu tố quan trọng ảnh hưởng đến sự thành công của loài. Chỉ 5% số cá thể được đeo vòng không xuất hiện trở lại đàn trong mùa sinh sản. Phần còn lại thì rời đi kể từ khi xuất phát từ đất liền vào mùa hè và xuất hiện trở lại vào mùa xuân năm sau. Những con chim trải qua mùa đông ở khắp đại dương rộng mở, mặc dù các cá thể ở các khu vực khác nhau có xu hướng trú đông ở các vùng khác nhau. Người ta biết rất ít về tập tính và chế độ ăn uống của chúng trên biển nhưng không tìm thấy mối tương quan nào với các yếu tố môi trường, chẳng hạn như sự thay đổi nhiệt độ và tỷ lệ tử vong. Sự kết hợp giữa nguồn thức ăn sẵn có trong mùa đông và mùa hè có thể ảnh hưởng đến sự sống sót của các cá thể. Vì khi bắt đầu mùa đông, những cá thể chim ở tình trạng tồi tệ ít có khả năng sống sót qua mùa đông hơn những cá thể trong tình trạng tốt.

## Tập tính
Giống như nhiều loài chim biển, hải âu cổ rụt Đại Tây Dương dành phần lớn thời gian trong năm ở xa đất liền, trên đại dương rộng mở và chỉ đến các khu vực ven biển để sinh sản. Đây là loài chim hòa đồng và thường sinh sản theo đàn lớn.

### Trên biển
Hải âu cổ rụt Đại Tây Dương sống đơn độc khi ở ngoài biển và giai đoạn cuộc đời này của chim ít được nghiên cứu, vì việc tìm kiếm dù chỉ một con chim trên đại dương bao la cũng là thử thách rất khó khăn. Khi ở trên biển, chim không bị thấm nước, tự đẩy mình trong nước bằng những cú đẩy mạnh của chân và tiếp tục di chuyển theo chiều gió, ngay cả khi đang nghỉ ngơi và dường như đang ngủ. Hải âu cổ rụt dành nhiều thời gian mỗi ngày để chải lông, nhằm giữ cho bộ lông theo thứ tự và phết dầu từ các tuyến bã nhờn bảo vệ lông. Lớp lông măng dưới bộ lông giúp cơ thể duy trì khô ráo và cách nhiệt. Giống các loài chim biển khác, mặt trên của cơ thể có màu đen và mặt dưới màu trắng. Điều này giúp hải âu cổ rụt ngụy trang, làm những loài săn mồi trên không không thể xác định vị trí của những con chim trong nền tối của nước và những kẻ tấn công dưới nước không nhận thấy chúng khi chúng hòa vào bầu trời sáng phía trên những con sóng.
Khi cất cánh, hải âu cổ rụt Đại Tây Dương lướt trên mặt nước trong khi vỗ cánh mạnh mẽ, trước khi phóng mình lên không trung. Kích thước của cánh đã thích ứng với mục đích sử dụng képː cả trên và dưới nước với diện tích bề mặt nhỏ hơn so với trọng lượng của chim. Để duy trì chuyến bay, đôi cánh phải đập rất nhanh với tốc độ vài lần mỗi giây. Đường bay của loài chim này thẳng và thấp gần mặt nước, chúng có thể di chuyển với tốc độ 80 km/h (50 mph). Hạ cánh thì khó hơn bởi chim có thể đâm vào đỉnh sóng hoặc ở vùng nước lặng hơn, khiến chúng bị lật bụng. Hải âu cổ rụt Đại Tây Dương thay lông hàng năm khi ở trên biển. Các loài chim ở trên mặt đất hầu hết rụng lông sơ cấp theo từng cặp một để giúp chim vẫn có thể bay, nhưng hải âu cổ rụt sẽ rụng tất cả các cặp lông sơ cấp cùng một lúc và hoàn toàn không thể bay trong một hoặc hai tháng. Quá trình thay lông thường diễn ra từ tháng 1 đến tháng 3, nhưng chim non có thể rụng lông muộn hơn một chút trong năm.

### Thức ăn và kiếm ăn

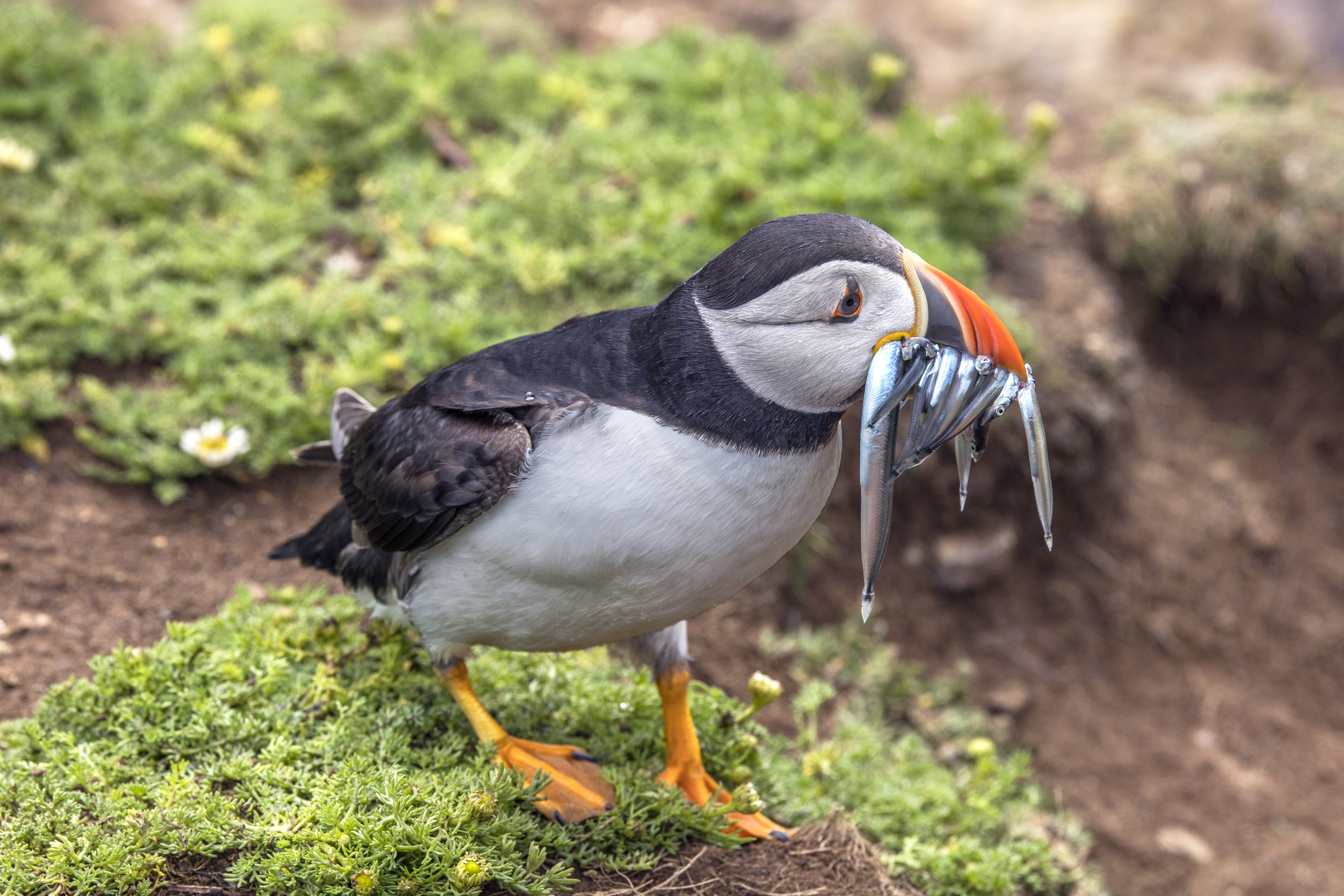
Với lươn cát nhỏ (Ammodytes tobianus).

Chế độ ăn của hải âu cổ rụt Đại Tây Dương hầu như chỉ bao gồm cá, mặc dù kiểm tra thành phần dạ dày của các cá thể cho thấy chúng thỉnh thoảng ăn tôm, các loài giáp xác khác, động vật thân mềm và giun nhiều tơ, đặc biệt là ở các vùng nước ven biển. Khi bắt cá, hải âu cổ rụt bơi dưới nước bằng cách sử dụng đôi cánh dang rộng của mình như mái chèo để "bay" trong nước và dùng chân như bánh lái. Chim bơi nhanh, có thể đạt đến độ sâu đáng kể và lặn trong nước tới một phút. Hải âu cổ rụt có thể ăn cá thân cạn dài tới 18 cm (7 in), nhưng con mồi của loài này thường là cá nhỏ hơn, dài khoảng 7 cm (3 in). Một con chim trưởng thành cần ăn khoảng 40 con trong số này mỗi ngày – lươn cát, cá trích, cá trứng và cá trứng cơm thường được tiêu thụ nhiều nhất.
Hải âu cổ rụt Đại Tây Dương bắt cá bằng mắt và có thể nuốt chửng những con cá nhỏ khi chìm dưới nước, nhưng những con mồi lớn hơn thì được đưa lên mặt nước. Chim có thể bắt được nhiều con cá nhỏ trong cùng một lần lặn. Chúng giữ những con cá bắt được trong mỏ bằng chiếc lưỡi khỏe có rãnh của mình trong khi bắt những con khác. Hai vành mỏ dưới có các đường răng cưa hướng vào trong giúp chúng có thể được giữ song song và cố định một hàng cá. Chim bài tiết lượng muối dư thừa do nuốt phải qua thận và các tuyến muối chuyên biệt trong lỗ mũi.

### Trên cạn
Vào mùa xuân, chim trưởng thành quay trở lại đất liền, thường là đến nơi chúng đã sinh ra. Những con chim bị đưa đi và thả ở nơi khác khi còn là chim non được phát hiện quay trở lại vị trí được phóng sinh. Chúng tụ tập vài ngày trên biển thành từng nhóm nhỏ ngoài khơi trước khi quay trở lại các địa điểm làm tổ trên đỉnh vách đá. Mỗi vùng rộng lớn của hải âu cổ rụt được chia thành các vùng phụ bởi các ranh giới vật lý, chẳng hạn như cây dương xỉ hoặc cây kim tước. Những con đến sớm sẽ kiểm soát những vị trí tốt nhất, những địa điểm làm tổ tối ưu nhất là những cái hang dày đặc trên những sườn cỏ ngay phía trên mép vách đá, vì nơi đây chim dễ dàng cất cánh nhất. Loài chim này thường sống theo hình thức một con đực và một một cái, nhưng đây là hệ quả của việc chúng trung thành với địa điểm làm tổ hơn là với bạn tình và chúng thường quay lại cùng một hang năm này qua năm khác. Những con đến khu vực làm tổ muộn hơn có thể nhận thấy rằng tất cả các vị trí làm tổ tốt nhất đã bị chiếm đoạt. Chúng bị đẩy ra vùng ngoại vi, có nguy cơ bị săn mồi cao hơn. Những con chim trẻ hơn có thể lên bờ một tháng hoặc hơn sau những con chim trưởng thành và không tìm thấy địa điểm làm tổ nào còn lại. Loài chim này không sinh sản trong hầu hết năm kể từ khi rời tổ. Số lượng các cặp làm tổ thành công có thể tăng lên nếu lớp phủ mặt đất xung quanh tổ được loại bỏ trước khi những con chưa trưởng thành đến.
Hải âu cổ rụt Đại Tây Dương thận trọng khi tiếp cận nơi làm tổ và không con nào thích hạ cánh ở một địa điểm mà những con khác chưa đến. Chúng bay một vài vòng quanh khu vực đó trước khi hạ cánh. Trên mặt đất, chúng dành nhiều thời gian để rỉa lông, phết dầu từ tuyến bã nhờn bảo vệ lông và dùng mỏ hoặc móng vuốt để cài từng chiếc lông vào đúng vị trí của nó. Chúng cũng dành thời gian đứng cạnh lối vào hang và tương tác với những con chim đi ngang qua. Cá thể thống trị xã hội của loài được thể hiện bằng tư thế đứng thẳng với lông ngực xù và đuôi vểnh, bước đi cực kỳ chậm chạp, đầu giật và há hốc mồm. Những con chim phục tùng cúi đầu xuống, giữ cơ thể theo chiều ngang và lướt qua những cá thể thống trị. Hải âu cổ rụt thường báo hiệu ý định cất cánh của chúng bằng cách hạ thấp cơ thể trong một thời gian ngắn trước khi chạy xuống dốc để lấy đà. Nếu một con chim bị giật mình và cất cánh bất ngờ, sự hoảng loạn có thể lan rộng khắp đàn với tất cả những con chim bay lên không trung và bay thành một vòng tròn lớn. Khu vực làm tổ của loài hoạt động mạnh nhất vào buổi tối, với những con chim đứng bên ngoài hang của chúng, nghỉ ngơi trên bãi cỏ hoặc đi dạo xung quanh. Những triền dốc vắng bóng trong đêm khi đàn chim bay ra biển bắt mồi, khi đó tại ngư trường đã sẵn sàng để cung cấp vào sáng sớm.
Hải âu cổ rụt rất chuyên tâm trong việc xây dựng đường hầm, thậm chí là một hệ thống phức tạp có thể phá hủy các sườn cỏ. Tập tính này của chim làm cho cỏ khô vào mùa hè, thảm thực vật chết và đất khô bị gió cuốn đi. Các hang đôi khi bị sụp đổ, có thể do con người gây ra khi con người đi bộ không cẩn thận qua các sườn dốc mà chim làm tổ. Một cái tổ của quần thể trên Grassholm đã biến mất do xói mòn đất, làm chim không thể đào hang khi chỉ còn lại rất ít đất. Các tổ mới của chúng rất khó có khả năng hình thành một cách tự nhiên vì loài chim sống theo bầy đàn này chỉ làm tổ ở những nơi đã có những đàn khác. Tuy nhiên, tổ chức Audubon Society đã thành công trong việc đưa trở lại hải âu cổ rụt trên đảo Eastern Egg Rock ở Maine sau khoảng 90 năm, và chúng bắt đầu sinh sản trở lại. Đến năm 2011, hơn 120 cặp đã làm tổ trên hòn đảo nhỏ này. Trong khi đó, trên đảo Isle of May ở phía bên kia Đại Tây Dương, chỉ có 5 cặp hải âu cổ rụt sinh sản vào năm 1958, trong khi 20 năm sau, 10.000 cặp đã có mặt.

### Sinh sản
Khi trải qua mùa đông một mình trên đại dương, hiện tại vẫn chưa rõ rằng một cá thể chim gặp bạn đời là ở ngoài khơi hay là khi trở về tổ của mình vào năm trước đó. Sau khi trở về tổ, chúng bắt đầu sửa chữa và dọn dẹp hang sớm. Thông thường, một con đứng bên ngoài lối vào trong khi con kia đào, đá ra một lượng đất và sạn phủ lên con đứng bên ngoài. Một số con thu thập thân cây và mảnh cỏ khô làm vật liệu làm tổ, nhưng những con khác thì không bận tâm. Đôi khi, một lượng lớn vật liệu được đưa xuống lòng đất, rồi lại bị đưa ra và loại bỏ. Ngoài việc xây tổ, một cách khác để những con chim khôi phục lại mối quan hệ của chúng là chạm mỏ. Lúc đó, cặp đôi tiếp cận nhau, mỗi con lắc đầu từ bên này sang bên kia, sau đó khua mỏ vào nhau. Đây dường như là một yếu tố quan trọng trong hành vi tán tỉnh của chúng vì nó diễn ra lặp đi lặp lại và những con chim tiếp tục chạm mỏ ở mức độ thấp hơn trong suốt mùa sinh sản.
Hải âu cổ rụt Đại Tây Dương trưởng thành về mặt tình dục khi được 4–5 tuổi. Đây là loài làm tổ theo lãnh thổ, đào hang trên đỉnh vách đá đầy cỏ hoặc sử dụng lại các lỗ hiện có và đôi khi có thể làm tổ trong các kẽ hở, giữa các tảng đá và đá vụn, cạnh tranh với các cá thể và động vật khác để tìm hang. Chim có thể tự đào hang của mình hoặc di chuyển vào một hệ thống có sẵn do thỏ đào, rồi mổ và xua đuổi loài cư ngụ ban đầu. Loài Puffinus puffinus cũng làm tổ dưới lòng đất và thường sống trong hang của chúng cùng với hải âu cổ rụt và các hoạt động đào hang của chúng có thể xâm nhập vào khu vực sinh sống của hải âu cổ rụt, dẫn đến việc mất trứng. Đây là loài chung thủy một vợ một chồng (bạn đời suốt đời), cả cha và mẹ đều tham gia chăm sóc con non. Con đực dành nhiều thời gian hơn để bảo vệ và duy trì tổ, trong khi con cái chủ yếu ấp trứng và cho chim con ăn.
Giai đoạn đẻ trứng bắt đầu vào tháng 4 ở các tổ phía nam nhưng hiếm khi xảy ra trước tháng 6 ở Greenland. Con cái đẻ một quả trứng màu trắng duy nhất mỗi năm, nhưng nếu quả trứng này bị mất vào đầu mùa sinh sản, con cái sẽ đẻ một quả trứng khác. Quần thể đẻ trứng đồng loạt trong các hang lân cận nhau. Trứng lớn so với kích thước của chim, trung bình dài 61 mm (2+3⁄8 in), rộng 42 mm (1+5⁄8 in) và nặng khoảng 62 g (2+3⁄16 oz). Vỏ màu trắng hoàn toàn, nhưng sẽ nhanh chóng bị bao phủ bởi bùn. Cả con bố và mẹ đều tham gia ấp trứng. Mỗi con đều có hai mảng ấp không có lông ở phần dưới, nơi máu tăng cường cung cấp nhiệt cho trứng. Con bố mẹ làm nhiệm vụ ấp trứng trong buồng tổ tối dành phần lớn thời gian để ngủ với đầu vùi dưới cánh, thỉnh thoảng chui ra khỏi đường hầm để vỗ bụi ra khỏi lông hoặc thực hiện một chuyến bay ngắn xuống biển.
Tổng thời gian ấp trứng là khoảng 39–45 ngày. Từ trên mặt đất, bằng chứng đầu tiên cho thấy trứng đã nở là sự xuất hiện của một con trưởng thành với mỏ đầy cá. Trong vài ngày đầu tiên, con non được cho ăn bằng cách chuyền trực tiếp cá từ mỏ bố mẹ sang mỏ chim con. Về sau, cá chỉ cần được thả xuống sàn của tổ bên cạnh chim con, và chúng sẽ nuốt chửng số cá đó. Chim con được bao phủ bởi lớp lông tơ đen mượt, mắt mở và có thể đứng ngay khi mới nở. Ban đầu chim non cân nặng khoảng 42 g (1+1⁄2 oz), và sẽ tăng với tốc độ 10 g (3⁄8 oz) mỗi ngày. Ban đầu, một trong bố hoặc mẹ ấp chim con, nhưng khi sự thèm ăn của chim con tăng lên, chúng sẽ ở một mình trong thời gian dài hơn. Các quan sát về khoang làm tổ đã được thực hiện từ một nơi ẩn náu dưới lòng đất có lỗ nhìn trộm. Chim con ngủ phần lớn thời gian giữa các chuyến thăm của bố mẹ và cũng tự tập luyện cách sinh tồn. Chúng sắp xếp lại vật liệu làm tổ, nhặt và thả những viên đá nhỏ, vỗ đôi cánh chưa trưởng thành của mình, kéo những đầu rễ nhô ra, đẩy và căng vào bức tường kiên cố của hang. Chúng đi về phía lối vào hoặc dọc theo một đường hầm bên cạnh để đi vệ sinh. Chim con đang lớn dường như đoán trước được sự xuất hiện của một con trưởng thành, tiến dọc theo hang ngay trước khi nó đến, nhưng không bay ra ngoài trời. Chúng rút lui về buồng tổ khi con trưởng thành mang theo cá về.
Các khu vực săn mồi thường nằm cách xa nơi làm tổ 100 km (62 mi) hoặc hơn, mặc dù khi cho con non ăn, những con chim chỉ mạo hiểm đi một nửa khoảng cách đó. Chim trưởng thành mang cá cho chim con có xu hướng đi theo nhóm. Điều này được cho là có lợi cho loài chim này bằng cách giảm hình thức ký sinh ăn cướp của chim cướp biển đuôi ngắn Stercorarius parasiticus, loài quấy rối hải âu cổ rụt cho đến khi chúng thả đàn cá xuống. Việc săn mồi của loài Stercorarius skua cũng khó khăn hơn do một số lượng lớn cá thể đến đồng thời.
Ở quần đảo Shetland, cá chình cát (Ammodytes marinus) thường chiếm ít nhất 90% khẩu phần ăn cho chim con. Trong những năm khi lượng cá chình cát còn thấp, tỷ lệ sinh sản thành công giảm xuống với nhiều chim con chết đói. Ở Na Uy, cá trích Đại Tây Dương (Clupea harengus) là món chính trong khẩu phần ăn. Khi số lượng cá trích giảm dần, thì số lượng hải âu cổ rụt cũng giảm theo. Ở Labrador, các cá thể có vẻ linh hoạt hơn, và khi nguồn thức ăn chủ yếu là cá trứng (Mallotus villosus) khan hiếm, chúng có thể thích nghi và cho chim con ăn các loại con mồi khác.
Chim non mất từ 34 đến 50 ngày để trưởng thành, tùy thuộc vào nguồn cung cấp thức ăn dồi dào của chúng. Trong những năm thiếu cá, toàn bộ đàn có thể trải qua thời kỳ con non dài hơn, nhưng phạm vi bình thường là từ 38 đến 44 ngày, khi đó chim non đạt khoảng 75% trọng lượng cơ thể trưởng thành. Chim non có thể đến lối vào hang để đi vệ sinh, nhưng thường không chui ra ngoài và dường như có ác cảm với ánh sáng cho đến khi gần như trưởng thành hoàn toàn. Mặc dù nguồn cung cấp cá từ những con trưởng thành giảm đi trong vài ngày cuối cùng ở trong tổ, nhưng chim non không bị bỏ rơi như xảy ra ở loài Puffinus puffinus. Đôi khi, người ta quan sát thấy một con trưởng thành đang chuẩn bị tổ ngay cả khi chim non đã rời đi. Trong vài ngày cuối cùng dưới lòng đất, chim non rụng lông và bộ lông con non lộ ra. Mỏ tương đối nhỏ, chân và bàn chân của nó có màu tối, và nó không có các mảng trắng trên mặt như con trưởng thành. Chim non cuối cùng sẽ rời tổ vào ban đêm, khi nguy cơ bị ăn thịt ở mức thấp nhất. Khi đến thời điểm, chim chui ra khỏi hang, thường là lần đầu tiên, đi, chạy và đập cánh ra biển. Chim non chưa thể bay đúng cách, vì vậy việc lao xuống một vách đá là rất nguy hiểm; khi chạm tới mặt nước, nó chèo ra biển và có thể cách bờ 3 km (1,9 mi) vào lúc rạng đông. Chim không tụ tập với những cá thể khác và không quay trở lại đất liền trong 2–3 năm.

## Động vật săn mồi và ký sinh trùng
Hải âu cổ rụt Đại Tây Dương có lẽ an toàn hơn khi ở ngoài biển, nơi mà những mối nguy hiểm thường đến từ bên dưới mặt nước hơn là bên trên; đôi khi người ta có thể nhìn thấy những con hải âu cổ rụt chúi đầu xuống nước để quan sát xung quanh tìm kẻ săn mồi. Hải cẩu đã được biết là giết hải âu và cá lớn cũng có thể làm như vậy. Hầu hết các lãnh thổ của chim hải âu cổ rụt đều ở trên các đảo nhỏ và điều này không phải ngẫu nhiên vì nó tránh được nguy cơ săn mồi của các loài động vật có vú sống trên mặt đất như cáo, chuột cống, chồn, chồn ecmin, mèo và chó. Khi lên bờ, những con chim vẫn gặp nguy hiểm và các mối đe dọa chính đến từ bầu trời.
Những loài săn mồi trên không của hải âu cổ rụt Đại Tây Dương bao gồm mòng biển lớn lưng đen (Larus marinus), chim cướp biển lớn (Stercorarius skua) và các loài có kích thước tương tự, có thể bắt một con chim đang bay hoặc tấn công một con chim không thể trốn thoát đủ nhanh trên mặt đất. Khi phát hiện nguy hiểm, hải âu cổ rụt cất cánh và bay xuống biển an toàn hoặc rút vào hang của chúng, nhưng nếu bị bắt, chim sẽ tự vệ quyết liệt bằng mỏ và móng vuốt sắc nhọn. Khi những con hải âu cổ rụt bay lượn bên cạnh các vách đá, việc kẻ săn mồi tập trung vào một con chim duy nhất trở nên rất khó khăn, trong khi bất kỳ cá thể nào bị cô lập trên mặt đất đều có nguy cơ cao hơn. Các loài mòng biển nhỏ hơn như mòng biển cá trích châu Âu (L. argentatus) và mòng biển nhỏ lưng đen (L. fuscus) hơn hầu như không thể hạ gục một con hải âu cổ rụt trưởng thành khỏe mạnh. Chim sải bước khắp đàn và lấy bất kỳ quả trứng nào đã lăn về phía lối vào hang hoặc những con chim con mới nở đã mạo hiểm đi quá xa về phía ánh sáng ban ngày. Loài chim này cũng ăn cắp cá từ những con hải âu cổ rụt trở về để nuôi con non. Ở khu vực loài này làm tổ trên đài nguyên ở cực bắc, cướp biển đuôi ngắn (Stercorarius parasiticus) là một loài săn mồi trên cạn, nhưng ở các vĩ độ thấp hơn, đây là một loài cướp thức ăn chuyên biệt, tập trung vào chim anca và các loài chim biển khác. Loài "Cướp biển đuôi ngắn" này quấy rối những con hải âu cổ rụt khi hải âu đang bay trên không, buộc hải âu phải thả mồi, sau đó cướp biển đuôi ngắn chộp lấy mồi do hải âu thả ra.
Cả ve guillemot Ixodes uriae và bọ chét Ornithopsylla laetitiae (có lẽ ban đầu là bọ chét thỏ) đã được ghi nhận là tồn tại trong tổ của hải âu cổ rụt. Các loài bọ chét khác được tìm thấy trên các cá thể bao gồm Ceratophyllus borealis, Ceratophyllus gallinae, Ceratophyllus garei, Ceratophyllus vagabunda và Spilopsyllus cuniculi.

## Quan hệ với con người

### Tình trạng và bảo tồn

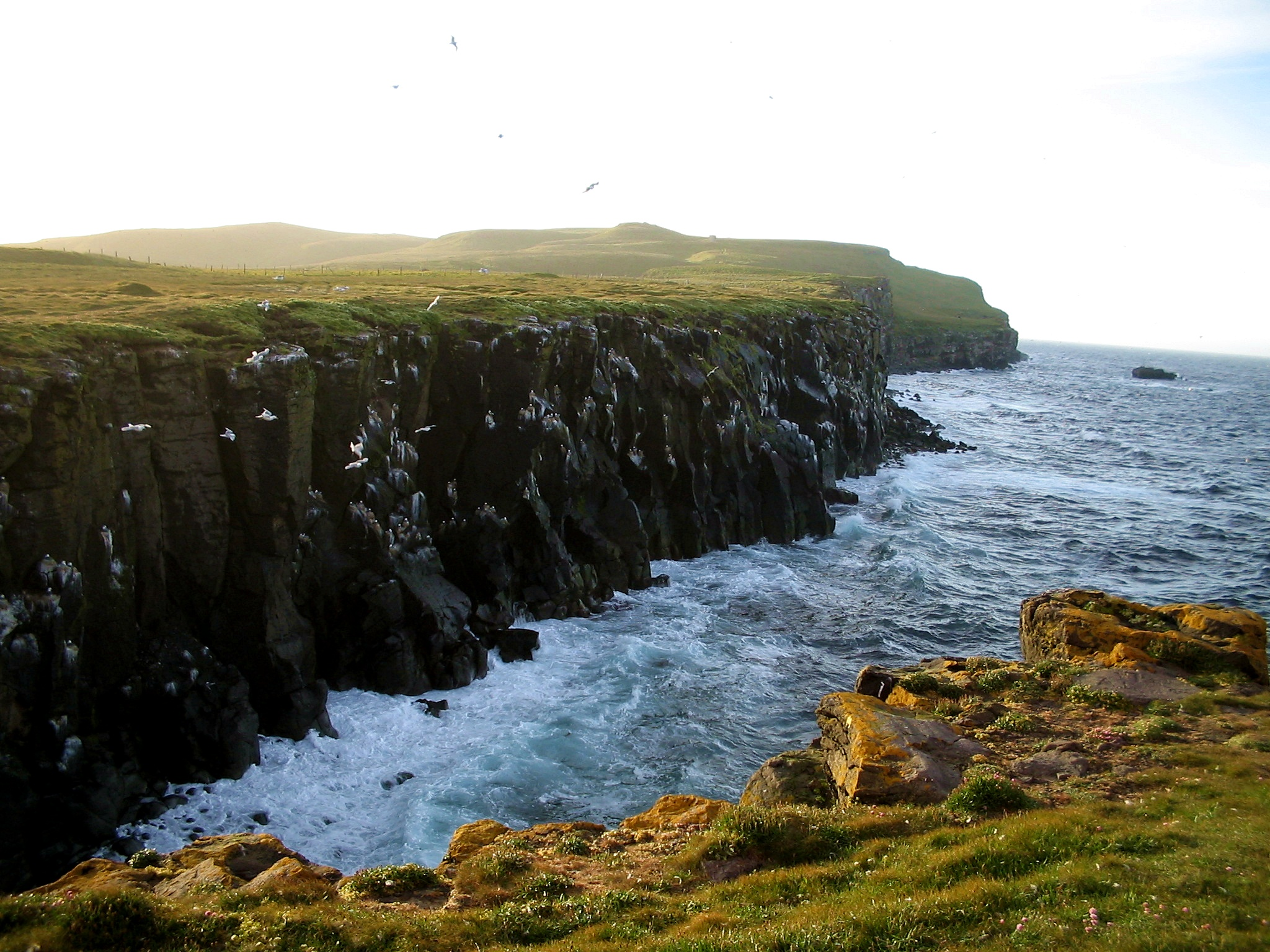
Môi trường sinh sản điển hình của hải âu cổ rụt Đại Tây Dương ở Iceland.

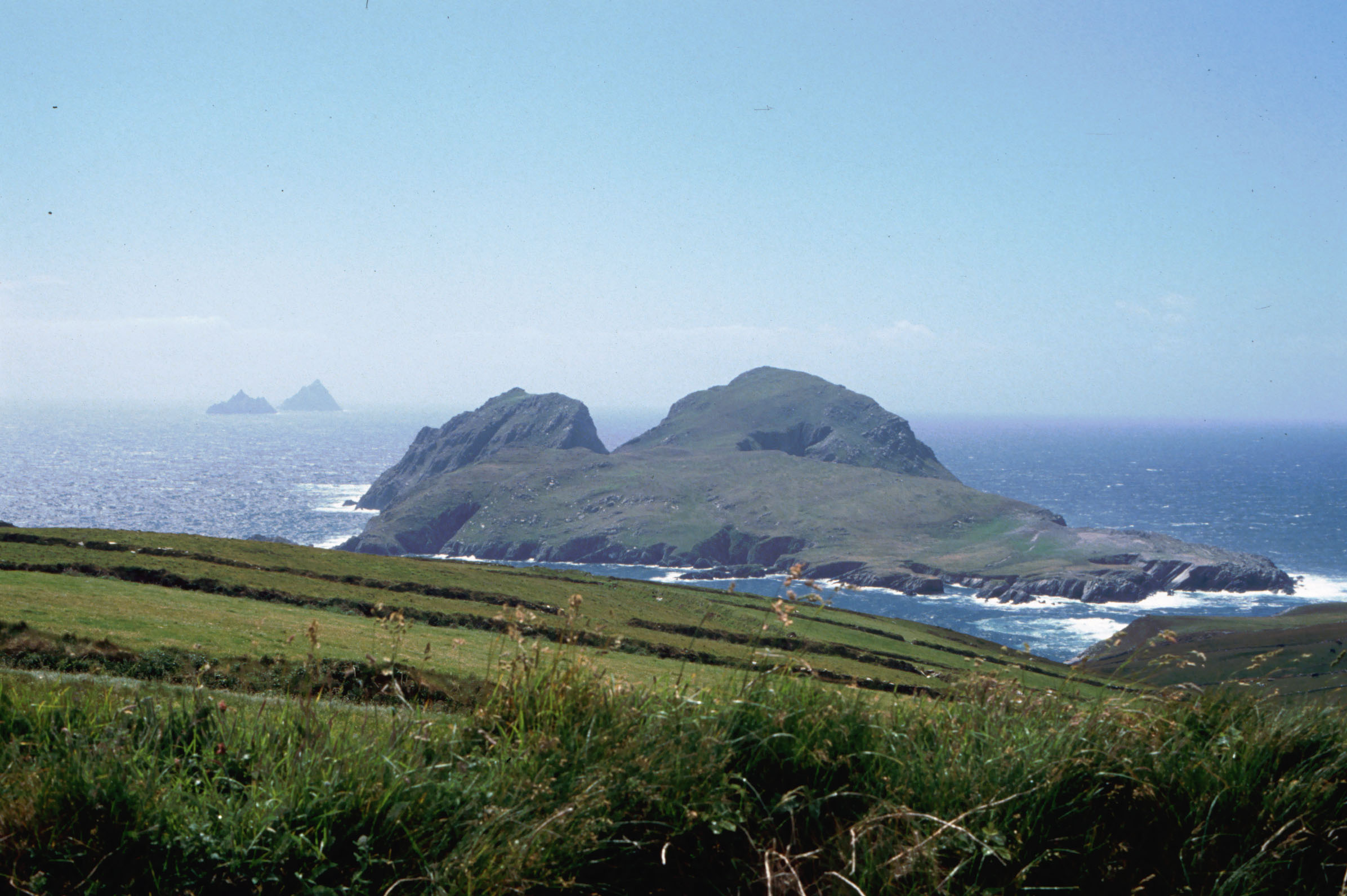
Puffin Island, County Kerry, Ireland, một khu bảo tồn hải âu cổ rụt chuyên dụng.

Hải âu cổ rụt Đại Tây Dương có phạm vi sinh sống rộng lớn hơn 1.620.000 km2 (625.000 dặm vuông Anh) và châu Âu, nơi chiếm hơn 90% số cá thể trên toàn cầu, là nơi sinh sống của 4.770.000–5.780.000 cặp (tương đương 9.550.000–11.600.000 con trưởng thành). Vào năm 2015, Liên minh Bảo tồn Thiên nhiên Quốc tế đã nâng tình trạng của loài từ "ít quan tâm" lên "sắp nguy cấp". Điều này là do một đánh giá cho thấy sự suy giảm quần thể nhanh chóng và đang diễn ra trong phạm vi châu Âu của quần thể. Xu hướng ở những nơi khác vẫn chưa được biết, mặc dù, vào năm 2018, tổng số cá thể toàn cầu được ước tính là 12–14 triệu con trưởng thành. Một số nguyên nhân dẫn đến suy giảm dân số có thể là do sự gia tăng việc săn mồi của mòng biển và chim cướp biển, đồng thời chuột, mèo, chó và cáo đến một số hòn đảo làm tổ, ô nhiễm bởi dư lượng chất độc, chết đuối trong lưới đánh cá, suy giảm nguồn cung cấp thực phẩm và biến đổi khí hậu. Trên đảo Lundy, số lượng hải âu cổ rụt giảm từ 3.500 cặp vào năm 1939 xuống còn 10 cặp vào năm 2000. Nguyên nhân chủ yếu là do chuột sinh sôi nảy nở trên đảo và ăn trứng và chim con. Sau khi loại bỏ chuột, quần thể được dự kiến sẽ phục hồi, và vào năm 2005, một con non được nhìn thấy, được cho là con chim con đầu tiên được nuôi trên đảo trong 30 năm. Năm 2018, BirdLife International báo cáo rằng loài hải âu cổ rụt Đại Tây Dương đang bị đe dọa tuyệt chủng.
Số lượng hải âu cổ rụt tăng đáng kể vào cuối thế kỷ 20 ở Biển Bắc, bao gồm cả Đảo May và quần đảo Farne, nơi số lượng tăng khoảng 10% mỗi năm. Trong mùa sinh sản năm 2013, gần 40.000 cặp được ghi nhận trên quần đảo Farne, tăng nhẹ so với điều tra vào năm 2008 và vào mùa kém của năm trước khi một số hang bị ngập lụt. Con số này bị lấn át bởi các tổ tại Iceland với 5 triệu cặp sinh sản, chim hải âu cổ rụt Đại Tây Dương là loài chim đông nhất trên đảo. Ở quần đảo Westman, nơi có khoảng một nửa số hải âu cổ rụt của Iceland sinh sản, loài chim này gần như bị tuyệt chủng do bị khai thác quá mức vào khoảng năm 1900 và lệnh cấm săn bắn trong 30 năm đã được ban hành. Khi số lượng cá thể phục hồi, một phương pháp thu hoạch khác đã được sử dụng và giờ đây việc săn bắn được duy trì ở mức bền vững. Tuy nhiên, một lệnh cấm săn bắn tiếp theo bao trùm toàn bộ Iceland đã được kêu gọi vào năm 2011, mặc dù việc hải âu cổ rụt không sinh sản thành công gần đây được cho là do nguồn cung cấp thực phẩm giảm sút hơn là do săn bắt quá mức. Kể từ năm 2000, sự suy giảm quần thể rõ rệt đã xảy ra ở Iceland, Na Uy, quần đảo Faroe và Greenland. Một xu hướng tương tự đã được nhìn thấy ở Vương quốc Anh, nơi mà sự gia tăng trong giai đoạn 1969–2000 dường như đã bị đảo ngược. Ví dụ, vùng lãnh thổ Fair Isle của loài được ước tính có 20.200 cá thể vào năm 1986, nhưng quần thể đã giảm gần một nửa vào năm 2012. Dựa trên các xu hướng hiện tại, số cá thể tại châu Âu sẽ giảm khoảng 50–79% từ năm 2000 đến năm 2065.

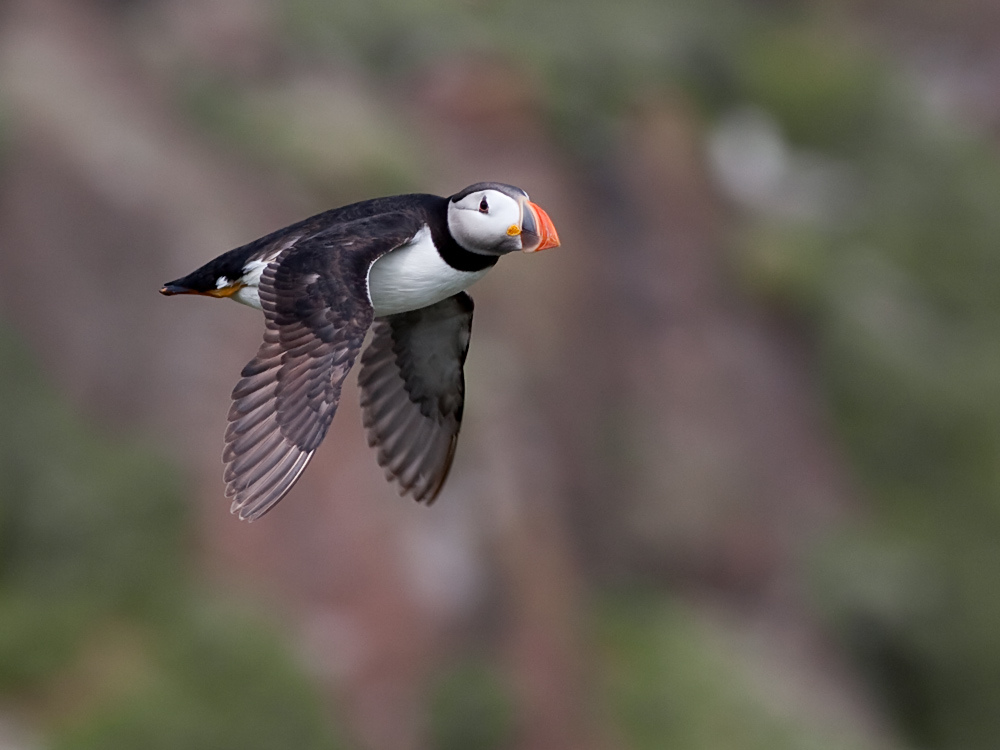
Bay qua đảo Isle of May, Scotland.

SOS Puffin là một dự án bảo tồn của Trung tâm Chim biển Scotland ở Bắc Berwick nhằm cứu loài hải âu cổ rụt trên các hòn đảo ở cửa sông Firth of Forth. Số lượng chim hải âu trên đảo Craigleith, từng là một trong những nơi làm tổ lớn nhất ở Scotland với 28.000 cặp, đã giảm đáng kể xuống chỉ còn vài nghìn do sự xâm lấn của một loài thực vật lớn du nhập, Malva arborea. Điều này đã lan rộng khắp hòn đảo thành những bụi cây rậm rạp và ngăn không cho hải âu cổ rụt tìm được địa điểm thích hợp để đào hang và sinh sản. Dự án có sự hỗ trợ của hơn 700 tình nguyện viên, đã thành công trong việc cắt giảm thực vật, cùng với số lượng lớn hải âu cổ rụt quay trở lại để sinh sản. Một biện pháp bảo tồn khác do trung tâm thực hiện là khuyến khích những người lái xe ô tô kiểm tra ô tô của họ vào cuối mùa hè trước khi lái xe đi, vì những con hải âu cổ rụt non, bị mất phương hướng bởi đèn đường, có thể hạ cánh xuống thị trấn và trú ẩn bên dưới các phương tiện.
Project Puffin là một nỗ lực do Tiến sĩ Stephen W. Kress của tổ chức Audubon khởi xướng vào năm 1973 nhằm kéo quần thể hải âu cổ rụt Đại Tây Dương về làm tổ trên các đảo ở vịnh Maine. Đảo Eastern Egg Rock ở vịnh Muscongus, cách hải đăng Pemaquid Point khoảng 10 km (6 mi), từng là nơi làm tổ của loài chim hải âu cổ rụt cho đến năm 1885, khi loài chim này biến mất do bị săn bắt quá mức. Dựa trên thực tế là những cá thể con thường quay trở lại sinh sản trên cùng một hòn đảo nơi chúng rời đi, một nhóm các nhà sinh vật học và tình nguyện viên đã đưa những con non từ 10 đến 14 ngày tuổi từ quần đảo Great Islands ở Newfoundland đến Eastern Egg Rock. Những con non được đặt vào hang cỏ nhân tạo và cho ăn cá chứa vitamin hàng ngày trong khoảng một tháng. Những cuộc di chuyển hàng năm như vậy diễn ra cho đến năm 1986, với tổng cộng 954 con hải âu cổ rụt non được đưa đến. Mỗi năm trước khi ra đời, những con non được gắn thẻ riêng. Những con trưởng thành đầu tiên quay trở lại đảo vào năm 1977. Mồi nhử hải âu cổ rụt được đặt trên đảo để đánh lừa chim để chim tưởng rằng chúng là một phần của nơi sinh sản được con người thiết lập sẵn. Bước đầu giải pháp mồi nhử không thành công, nhưng vào năm 1981 thì có bốn cặp làm tổ trên đảo. Vào năm 2014, người ta đếm được 148 cặp làm tổ trên đảo. Ngoài việc chứng minh tính khả thi của việc thiết lập lại đàn chim biển, dự án còn cho thấy tính hữu ích của việc sử dụng mồi nhử, và cuối cùng là ghi âm tiếng kêu tán tỉnh và phát lại để tạo điều kiện cho việc lôi kéo chim đến làm tổ như vậy.

### Ô nhiễm
Vì trải qua mùa đông trên đại dương rộng lớn, nên hải âu cổ rụt Đại Tây Dương dễ bị ảnh hưởng bởi các hoạt động của con người và các thảm họa như tràn dầu. Bộ lông bị dính dầu làm giảm khả năng cách nhiệt, khiến cá thể dễ bị tổn thương hơn trước sự thay đổi nhiệt độ và kém nổi hơn trong nước. Nhiều con bị chết và những con khác trong khi cố gắng loại bỏ dầu bằng cách rỉa lông sẽ ăn và hít phải chất độc. Điều này dẫn đến viêm đường hô hấp, ruột và về lâu dài sẽ gây hại cho gan và thận. Chấn thương này có thể góp phần làm mất khả năng sinh sản thành công và gây hại cho phôi đang phát triển. Một sự cố tràn dầu xảy ra vào mùa đông, khi hải âu cổ rụt ở xa ngoài biển, có thể ít ảnh hưởng đến chúng hơn những con ven bờ vì dầu thô loang nhanh chóng sẽ sớm bị phân tán bởi sự khuấy động của sóng. Khi những con chim dính dầu bị dạt vào các bãi biển quanh bờ biển Đại Tây Dương, chỉ khoảng 1,5% số chim anca chết là hải âu cổ rụt, nhưng nhiều con khác có thể đã chết ở xa đất liền và bị chìm. Sau vụ đắm tàu chở dầu Torrey Canyon và sự cố tràn dầu vào năm 1967 có rất ít hải âu cổ rụt chết được vớt lên, nhưng số lượng hải âu cổ rụt sinh sản ở Pháp vào năm sau đã giảm xuống 16% so với mức trước đó.
Hải âu cổ rụt Đại Tây Dương và các loài chim nổi khác là những sinh vật chỉ thị môi trường tuyệt vời vì chúng chiếm một bậc dinh dưỡng cao. Kim loại nặng và các chất gây ô nhiễm khác được tập trung thông qua chuỗi thức ăn và vì cá là nguồn thức ăn chính của hải âu cổ rụt Đại Tây Dương nên khả năng chúng tích lũy sinh học các kim loại nặng như thủy ngân và arsenic là rất lớn. Các phép đo có thể được thực hiện trên trứng, lông hoặc các cơ quan nội tạng và các cuộc điều tra về chim mắc cạn, kèm theo phân tích hóa học về lông có thể là chỉ số hiệu quả về ô nhiễm biển do mức độ hòa tan các chất hóa học cũng như kim loại. Trên thực tế, các cuộc điều tra này có thể được sử dụng để cung cấp bằng chứng về tác động bất lợi của một chất ô nhiễm cụ thể, sử dụng kỹ thuật lấy dấu vân tay để cung cấp bằng chứng phù hợp cho việc truy tố tội phạm.

### Biến đổi khí hậu
Biến đổi khí hậu cũng có thể ảnh hưởng đến quần thể chim biển ở phía bắc Đại Tây Dương. Nguyên nhân thay đổi nhân khẩu học quan trọng nhất có thể là sự gia tăng nhiệt độ bề mặt biển, điều này có thể mang lại lợi ích cho một số đàn hải âu cổ rụt ở phía bắc Đại Tây Dương. Sự thành công trong chăm sóc con cái phụ thuộc vào nguồn cung cấp thức ăn dồi dào vào thời điểm nhu cầu tối đa khi chim con lớn lên. Ở miền bắc Na Uy, thức ăn chính cho chim con là cá trích non. Sự tồn tại của ấu trùng cá mới nở trong năm trước bị chi phối bởi nhiệt độ nước, điều này ảnh hưởng đến sự phong phú của sinh vật phù du, và điều này lại ảnh hưởng đến sự tăng trưởng và tỷ lệ sống của cá trích năm đầu tiên. Việc các đàn hải âu cổ rụt Đại Tây Dương sinh sản thành công đã được phát hiện có mối tương quan theo cách này với nhiệt độ bề mặt nước của năm trước.
Ở Maine, phía bên kia Đại Tây Dương, sự thay đổi quần thể cá do thay đổi nhiệt độ nước biển được cho là do thiếu cá trích, bởi đây là thức ăn chủ yếu của hải âu cổ rụt trong khu vực. Một số con trưởng thành đã trở nên tiều tụy và chết. Những con chim non có thể được nuôi bằng cá Peprilus triacanthus, nhưng loài cá này thường quá lớn và thân dài khiến chim con không thể nuốt chửng mà chết đói. Maine nằm ở rìa phía nam của phạm vi sinh sản của chim và với sự thay đổi các kiểu thời tiết, điều này có thể làm quần thể chim thu hẹp về phía bắc.

### Tham quan

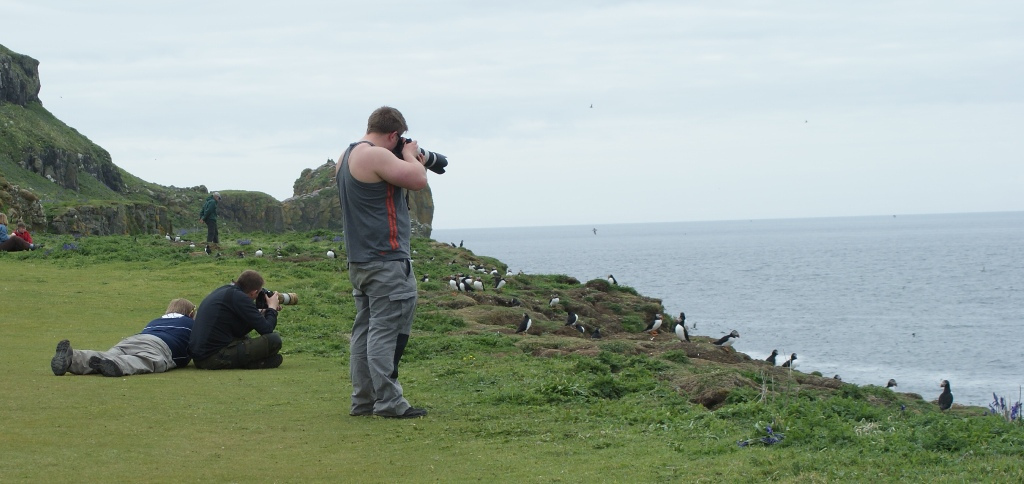
Chụp ảnh đàn chim.

Các đàn hải âu cổ rụt Đại Tây Dương ở các tổ mang đến một cảnh tượng thú vị cho những người quan sát chim và khách du lịch. Ví dụ, 4000 con hải âu cổ rụt làm tổ mỗi năm trên các hòn đảo ngoài khơi bờ biển Maine và du khách có thể ngắn chim từ những chiếc thuyền du lịch hoạt động trong mùa hè. Trung tâm Du lịch Dự án Hải âu cổ rụt ở Rockland cung cấp thông tin về các đàn chim và cuộc sống của chúng, cũng như các dự án bảo tồn khác do tổ chức Audubon, đơn vị điều hành trung tâm thực hiện. Có thể xem quang cảnh quần thể ở đảo Seal Island National Wildlife Refuge qua máy quay trong mùa sinh sản. Các tour du lịch tương tự hoạt động ở Iceland, Hebrides, và Newfoundland.

### Săn bắt
Trong lịch sử, hải âu cổ rụt Đại Tây Dương được đánh bắt và ăn tươi, ngâm nước muối hoặc hun khói và sấy khô. Lông của chúng được dùng làm bông độn giường và trứng của chúng bị lấy để ăn, nhưng không ở mức độ như của một số loài chim biển khác, khó lấy ra khỏi tổ hơn. Ở hầu hết các quốc gia, hải âu cổ rụt Đại Tây Dương hiện được luật pháp bảo vệ và ở những quốc gia vẫn cho phép săn bắn, luật pháp nghiêm ngặt ngăn chặn việc khai thác quá mức. Mặc dù đã có những lời kêu gọi cấm hoàn toàn việc săn bắt hải âu cổ rụt ở Iceland vì lo ngại về số lượng ngày càng giảm những con chim nuôi con thành công, chúng vẫn bị đánh bắt và ăn thịt ở đó và trên quần đảo Faroe.
Các phương tiện bắt giữ truyền thống khác nhau tùy theo phạm vi của các loài chim, lưới và cần câu được sử dụng theo nhiều cách khéo léo khác nhau. Ở quần đảo Faroe, phương pháp được lựa chọn là fleyg, với việc sử dụng fleygingarstong, một cây sào dài 3,6 m với một cái lưới nhỏ ở đầu được treo giữa hai thanh, hơi giống một cây gậy bóng vợt rất dài. Một vài con hải âu cổ rụt đã chết được rải xung quanh để dụ những con chim bay tới hạ cánh, và tấm lưới được hất lên trên để hất một con chim từ trên không khi nó bay chậm lại trước khi hạ cánh. Những người thợ săn thường đặt mình trên đỉnh vách đá trên những chiếc ghế đá được xây trong những chỗ lõm nhỏ để che giấu bản thân khỏi những con hải âu cổ rụt bay trên đầu. Hầu hết những con chim bị bắt đều là những con chưa trưởng thành, và một thợ săn lành nghề có thể thu thập được 200–300 con trong một ngày. Một phương pháp bắt khác, được sử dụng ở St Kilda, liên quan đến việc sử dụng một cây sào linh hoạt có thòng lọng ở đầu. Thứ này được đẩy dọc theo mặt đất về phía mục tiêu đã định, mục tiêu này tiến lên để kiểm tra chiếc thòng lọng vì sự tò mò vượt qua sự thận trọng. Một cú lắc cổ tay sẽ lật thòng lọng qua đầu con chim và giết chúng ngay lập tức trước khi sự vùng vẫy của chúng có thể báo động cho những con chim khác gần đó.

### Trong văn hóa

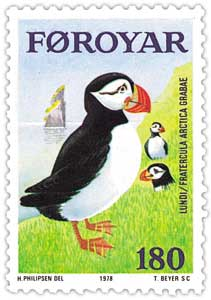
Tem thư phát hành năm 1978 ở quần đảo Faroe, thiết kế bởi Holger Philipsen.

Hải âu cổ rụt Đại Tây Dương là chim biểu tượng chính thức của tỉnh Newfoundland và Labrador, Canada. Vào tháng 8 năm 2007, hải âu cổ rụt Đại Tây Dương đã không được đề xuất làm biểu tượng chính thức của Đảng Tự do Canada bởi phó chủ tịch Michael Ignatieff đến khi ông quan sát một đàn chim này và bị mê hoặc bởi hành vi của chim. Thành phố Værøy của Na Uy đã lấy hải âu cổ rụt Đại Tây Dương làm biểu tượng dân sự. Hải âu cổ rụt đã được đặt một số tên không chính thức bao gồm "chú hề của biển" và "vẹt biển", chim non có thể được gọi là "pufflings".
Một số hòn đảo đã được đặt theo tên của loài chim. Đảo Lundy ở Vương quốc Anh được cho là lấy tên từ tiếng Bắc Âu lund-ey hay "đảo hải âu cổ rụt". Một lời giải thích thay thế đã được đề xuất liên quan đến một nghĩa khác của từ "lund" đề cập đến một khu vực cây cối hoặc cây cối rậm rạp. Những người Viking có thể đã tìm thấy hòn đảo này là nơi ẩn náu và bổ sung hữu ích sau khi bị thiệt hại trên đất liền. Hòn đảo đã phát hành tiền xu của riêng mình, và vào năm 1929, tem riêng của đảo có mệnh giá bằng "puffins". Các quốc gia và vùng phụ thuộc khác đã sử dụng hải âu cổ rụt Đại Tây Dương trên tem của họ bao gồm Alderney, Canada, quần đảo Faroe, Pháp, Gibraltar, Guernsey, Iceland, Ireland, đảo Man, Jersey, Na Uy, Bồ Đào Nha, Nga, Slovenia, Saint-Pierre và Miquelon và Vương quốc Anh.
Nhà xuất bản sách bìa mềm Penguin Books đã giới thiệu loạt sách dành cho trẻ em dưới nhãn hiệu Puffin Books vào năm 1939. Lúc đầu, đây là loạt sách phi hư cấu, nhưng ngay sau đó trở thành danh sách hư cấu của các tác giả nổi tiếng. Nhu cầu lớn đến mức các Câu lạc bộ Puffin Books được thành lập tại các trường học để khuyến khích việc đọc sách, và một tạp chí dành cho trẻ em tên là Puffin Post đã được thành lập.
Có một truyền thống tồn tại trên đảo Heimaey của Iceland, đó là để trẻ em giải cứu những con hải âu cổ rụt non, một sự thật được ghi lại trong cuốn sách dành cho trẻ em có hình ảnh minh họa của Bruce McMillan Nights of the Pufflings (1995). Những con non chui ra khỏi tổ và cố gắng tìm đường ra biển, nhưng đôi khi bị nhầm lẫn, có lẽ bởi ánh sáng đường phố, cuối cùng lại hạ cánh xuống làng. Trẻ em trên hòn đảo tập hợp các cá thể chim lại và phóng sinh ra biển một cách an toàn.